# Gaular
Gaular er en tidligere  kommune i Vestland fylke i Norge. Den grænser i nord til Askvoll og Førde, i øst til Balestrand, i syd til Høyanger, og i vest til Fjaler. De fleste af Gaulars indbyggere bor i Bygstad.
Kommunen strækker sig fra fjord til fjeld i et varieret naturlandskab. Gaularelven er en livsnerve, som kommer fra Gaularfjeldet/Jostedalsbræen og løber ud i den store Osfossen inderst i Dalsfjorden.
1. januar 2020 blev Førde, Naustdal, Gaular  og Jølster kommuner lagt sammen til Sunnfjord kommune.